# La mujer dorada
La mujer dorada [la muˈxeɾ ðoˈɾaða] (hrv. Zlatna žena) meksička je telenovela iz 1960. godine koja je prvi put emitirana na Canalu 4 Telesisteme Mexicano. Ova telenovela ima 45 epizoda te je svaka duga 30 minuta. Producent serije je bio meksički glumac Ernesto Alonso. Serija nije bila naročito uspješna te se smatra jednom od najmanje uspješnih Alonsovih telenovela.

## Glumci i likovi
- Amparo Rivelles — Elvira[5]
- Enrique Rambal — Máximo
- Rita Macedo[6] — Hilda
- Guillermo Murray — Félix
- Andrea López — Patricia
- Enrique Álvarez Félix — Alfonso
- Enrique Lizalde — Lucio
- Emilia Carranza — Pantera
- Manolo García — Borrego
- José Antonio Cossío — Faquir

## Vanjske poveznice
- IMDb: La mujer dorada